# Puma Energy
Puma Energy est une compagnie pétrolière intermédiaire et en aval, filiale de Trafigura Beheer BV, une société multinationale de négoce de matières premières. Elle opère dans 37 pays répartis sur les cinq continents et gère l'approvisionnement, le stockage, le raffinage, la distribution et la vente au détail de produits pétroliers,

## Présentation générale
Créée en 1997 pour former un réseau de stockage et de distribution du pétrole en Amérique centrale, la société est aujourd’hui active en Amérique latine, en Afrique, aux pays baltes, au Moyen-Orient, en Asie et en Australie,. Elle a été rachetée par Trafigura en 2000 . En 2010, la société a annoncé l'acquisition de cinq sociétés de vente au détail de BP Africa. Depuis, elle a racheté d'autres activités de commercialisation de combustibles en Amérique centrale, aux Caraïbes, en Asie du Sud-Est et en Australie,.
La société détient et exploite plus de 1 500 stations-service et 3,8 millions de mètres cubes (24 millions de barils) d'installations de stockage de pétrole,. Elle emploie plus de 6 000 personnes et est sise à Singapour avec des centres régionaux à Genève, Johannesburg, San Juan et Tallinn,. Son chiffre d'affaires est supérieur à 8 milliards de dollars.

## Activités par région

### Afrique
La société opère dans douze pays d'Afrique de l'ouest, centrale et australe.  Elle est entrée sur le marché africain en République du Congo en 2002 avant de s'étendre au Ghana, au Mozambique, au Nigeria, en Côte d'Ivoire, en République démocratique du Congo et en Angola, comme l’un des principaux investisseurs du secteur aval de la zone sub-saharienne,. En septembre 2011, Puma a finalisé son opération d'achat des activités en aval de BP en Namibie (100 %), au Botswana (100 %), en Zambie (75 %), au Malawi (50 %) et en Tanzanie (50 %) pour la somme de 296 millions de dollars US,. Grâce à cette acquisition, la société détient un portefeuille d'actifs commerciaux de détail dans ces cinq pays, composé notamment de carburants commerciaux et d'aviation, lubrifiants, plus de 190 stations-service, plusieurs entrepôts de stockage et un terminal d'importation.
Les activités au Botswana représentent une part importante du prix total de l’acquisition et ont permis à la société de s’implanter pour la première fois dans un pays africain enclavé, lui permettant ainsi d'être présente sur toute la largeur du continent, de la Namibie au Mozambique.
En 2010, une alliance est conclue avec Castrol pour distribuer des marques de lubrifiants sur les nouveaux marchés d'Afrique australe, ainsi qu'en Angola et en République démocratique du Congo. En 2012, la société achète 5 000 m3 de terminaux d'importation de gaz de pétrole liquéfié au Bénin et au Sénégal,.   
La même année, elle pénètre le marché de la vente de détail est-africain en se concentrant sur le Rwanda, le Kenya, l’Ouganda, l’Éthiopie et le Burundi.   

### Amérique centrale et Caraïbes

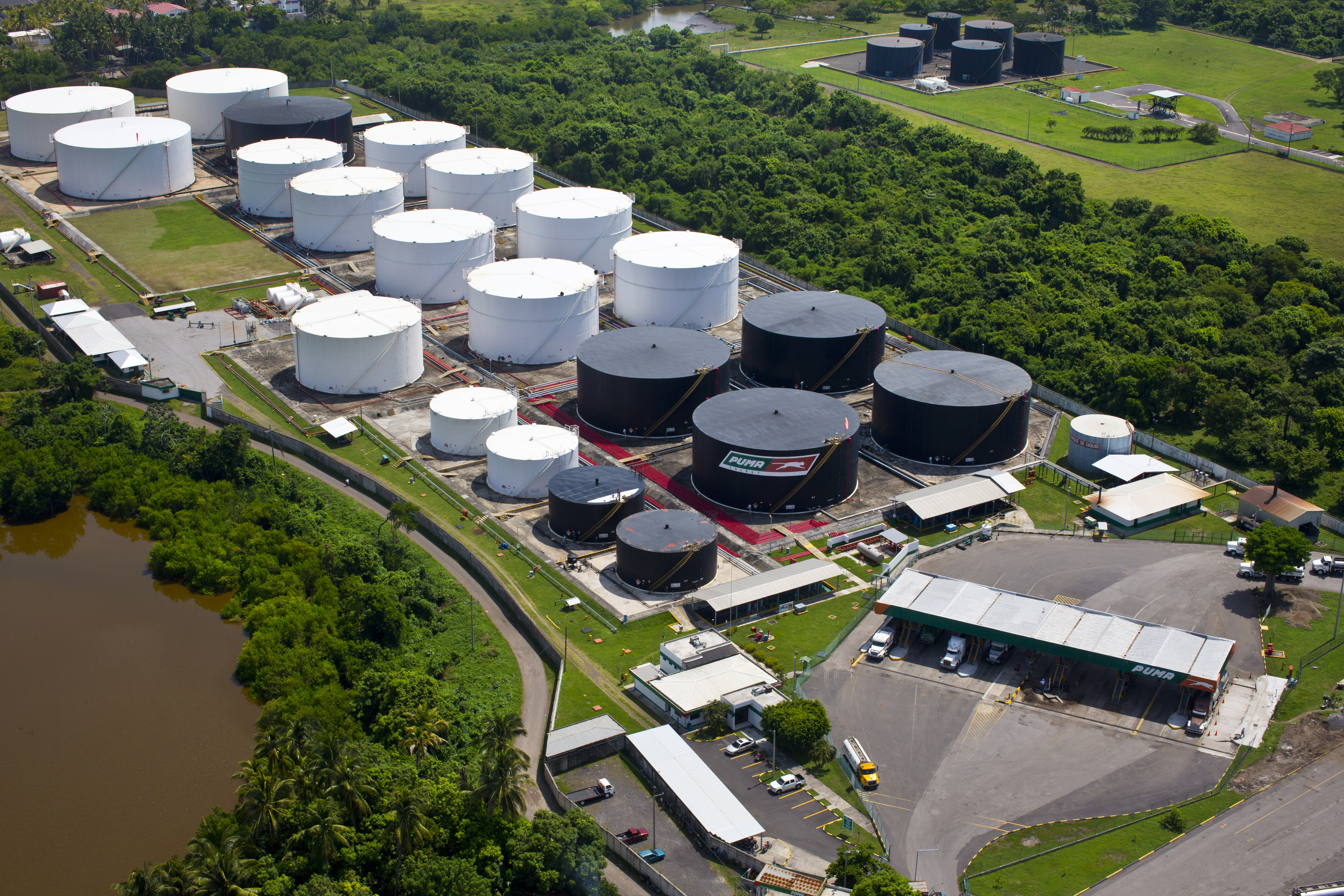
Des entrepôts de carburants Puma Energy en Guatemala

En 2010, Puma Energy crée une filiale régionale, Puma Energy Caribe, qui rachète à Caribbean Petroleum Corporation son entrepôt de carburant endommagé par un incendie situé à Porto Rico et 147 stations-services de la marque Gulf. En mars 2012, la société acquiert les activités en aval d’ExxonMobil au Guatemala, au Salvador, au Honduras, au Nicaragua, à Panama, et à Belize, devenant ainsi l’une des plus grandes sociétés pétrolières de la région. Au Nicaragua, la société détient une part de 40 % du marché de la vente au détail ainsi qu'une raffinerie de pétrole à Managua, rachetée à Exxon, d'une capacité de 19 500 barils par jour (3 100 m3/j).
En juillet 2012, la société achète au géant pétrolier américain Chevron ses activités de stockage et de distribution de carburant à Porto Rico et aux Îles Vierges des États-Unis. Le portefeuille d’actifs comprend 192 stations-service Texaco, un centre d'approvisionnement de carburant d'aviation et des réservoirs de stockage d'une capacité combinée de 430 000 barils (68 000 m3).
À cette acquisition vient s’ajouter en novembre 2012 le rachat des activités de commercialisation et d'approvisionnement Esso Standard Oil, toujours à ExxonMobile, en République dominicaine. En février 2013, Puma Energy et Castrol forment un nouveau partenariat pour commercialiser des lubrifiants Castrol dans les six marchés d'Amérique centrale de Puma, ainsi qu'au Paraguay.

### Asie du Sud-Est
En juillet 2012, Puma Energy annonce l'achat de Chevron Kuo Pte, une société basée à Singapour et détentrice d’une participation de 70 % dans Chevron Bitumen Viêt Nam, un importateur et distributeur d'asphalte pour des projets d'infrastructure au Viêt Nam . L‘opération est finalisée en novembre 2012 et a permis à la société d’élargir ses activités en pénétrant le marché mondial du bitume,.
En octobre 2012, la société pétrolière et gazière indonésienne MedcoEnergi signe un accord avec Puma Energy aux fins de la vente d’une participation de 64 % dans sa filiale de stockage et de distribution de carburant liquide, PT Medco Sarana Kalibaru (MSK). Les activités en aval de MSK comportent une installation de stockage de diesel à grande vitesse (HSD) de 22 700 m3 à Jakarta, ainsi qu'une infrastructure de transport et un réseau de distribution destinés à l’approvisionnement en combustible des compagnies minières de Sumatra et Kalimantan.

### Australie

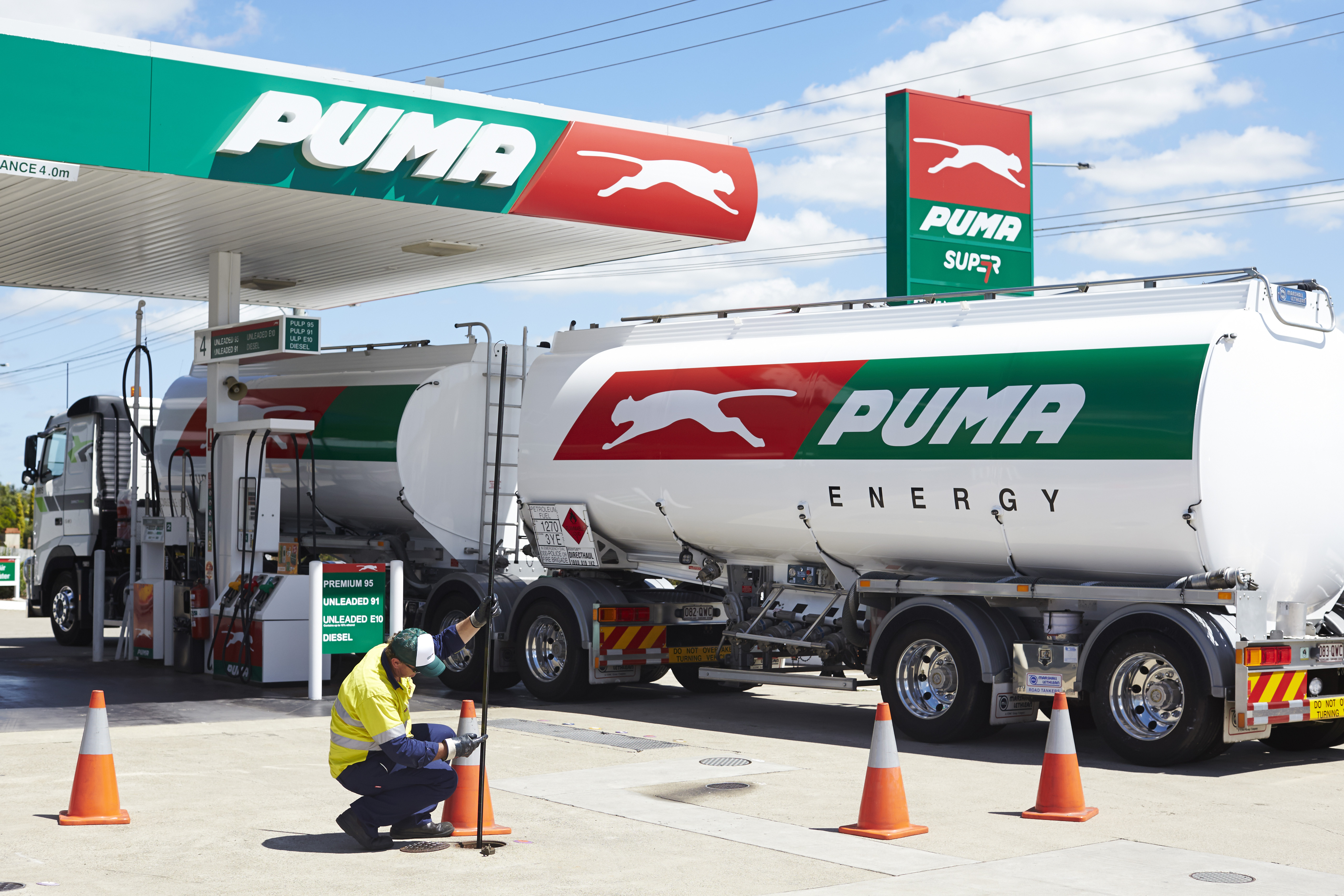
Le devant d’une station-service de Puma Energy à Brisbane, Australie

En janvier 2013, Puma Energy acquiert Neumann Petroleum, une société basée au Queensland, en Australie.  Cette opération d’achat comporte une chaîne de 125 stations-service et un terminal pétrolier de vrac d’une valeur de 18 millions de dollars US situé sur le littoral de Brisbane .        
En février 2013, le nombre de stations pétrolières détenues par la société en Australie est doublé grâce au rachat d’Ausfuel à Archer Capital pour 652 millions de dollars US, ce qui lui permet de devenir le premier distributeur de carburant indépendant du pays. À la même date, la société acquiert également Central Combined Group, la plus grande société de commercialisation de carburant indépendante du centre du Queensland.

## Propriété
En décembre 2011, Trafigura a conclu la vente de 20 % de ses parts dans Puma Energy à Sonangol Holdings, une filiale de la société pétrolière d’État angolaise. D'autres investisseurs privés détiennent collectivement une participation supplémentaire de 15 % dans Puma Energy.
En décembre 2012, le Financial Times annonce que Trafigura prévoit le lancement d’une offre publique d'achat de Puma Energy au plus tôt en 2014, avec Londres comme marché privilégié. La même semaine, un article publié par Reuters cite une déclaration de la société précisant que Puma Energy est « bien financée par ses actionnaires actuels » et « sans besoin pressant de s'ouvrir au marché public », et qu’une OPA est « l’une des nombreuses options envisageables à l’avenir ».

## Parrainages sportifs
Puma Energy parraine un certain nombre d'événements sportifs en Afrique, tels que le rallye international de Zambie. En 2012, la société parraine l'Open de tennis du Malawi. La même année, elle s'associe à la compagnie d'assurances Madison General pour parrainer le champion du rallye national de Zambie, Mohammed Essa. Les deux sociétés parrainent à nouveau Essa en février 2013.

### Sources et bibliographie
- (en) Cet article est partiellement ou en totalité issu de l’article de Wikipédia en anglais intitulé « Puma Energy » (voir la liste des auteurs).
- (en) « Puma Energy International B.V. », New Statesman,‎ année de publication inconnue (ISSN 1364-7431, lire en ligne)
- (en) « BP sells African assets to Puma Energy for £296m », The Daily Telegraph,‎ 15 novembre 2010 (lire en ligne)
- (en) « KenolKobil, Puma deal seen done in a few months », Reuters,‎ 8 mai 2012 (lire en ligne)
- (en) Tim Rogers, « Puma pumped on Nicaragua : Petrol company operates 37 gas stations in Nicaragua, accounting for 40% of market », The Nicaragua Dispatch,‎ 7 juin 2012 (lire en ligne)
- (fr) « Puma Energy officialise son implantation au Vietnam », Le Courrier du Vietnam,‎ 19 juillet 2012 (lire en ligne)
- (en) « Puma caps buy of Chevron in PR, USVI », Caribbean Business,‎ 1er août 2012 (lire en ligne [archive du 11 novembre 2013])
- (en) « Trafigura's Puma IPO slated for 2014 », Financial Times,‎ 18 décembre 2012 (lire en ligne)
- (fr) « Puma Energy investit le marché australien », AGEFI,‎ 25 janvier 2013 (lire en ligne)
- (en) « Puma Energy, Castrol, Extend Partnership to Central and South America », Petrol World.com,‎ 6 février 2013 (lire en ligne [archive du 30 juin 2013])
- (en) « Trafigura's Puma Energy Snaps Up Central Combined Group », Wall Street Journal,‎ 28 février 2013 (lire en ligne)